# Strižičevac
Strižičevac (1991-ig Strižićevac, más néven Franjevac) falu Horvátországban Pozsega-Szlavónia megyében. Közigazgatásilag Lipikhez tartozik.

## Fekvése
Pozsegától légvonalban 49, közúton 63 km-re északnyugatra, községközpontjától légvonalban 10, és közúton 18 km-re északnyugatra, Nyugat-Szlavóniában, a Bijela-patak partján fekszik. Keletről Toranj, nyugatról Brekinszka, északról Kapetenovo Polje falvak határolják.

## Története
A 19. század második felében keletkezett a pakráci uradalom területén, Toranj nyugati határrészén, a Jankovich család birtokán. Első lakói németek és Belluno környékéről érkezett olasz családok voltak. 1890-ben 177, 1910-ben 92 lakosa volt. 1910-ben a népszámlálás adatai szerint lakosságának 65%-a német, 32%-a olasz, 3%-a horvát anyanyelvű volt. Pozsega vármegye Daruvári járásának része volt. Az első világháború után 1918-ban az új szerb-horvát-szlovén állam, majd később (1929-ben) Jugoszlávia része lett. 1991-ben lakosságának 66%-a olasz, 26%-a horvát nemzetiségű volt. 2011-ben 18 lakosa volt.

## Lakossága
| Lakosság változása | Lakosság változása | Lakosság változása | Lakosság változása | Lakosság változása | Lakosság változása | Lakosság változása | Lakosság változása | Lakosság változása | Lakosság változása | Lakosság változása | Lakosság változása | Lakosság változása | Lakosság változása | Lakosság változása | Lakosság változása |
| ------------------ | ------------------ | ------------------ | ------------------ | ------------------ | ------------------ | ------------------ | ------------------ | ------------------ | ------------------ | ------------------ | ------------------ | ------------------ | ------------------ | ------------------ | ------------------ |
| 1857               | 1869               | 1880               | 1890               | 1900               | 1910               | 1921               | 1931               | 1948               | 1953               | 1961               | 1971               | 1981               | 1991               | 2001               | 2011               |
| 0                  | 0                  | 0                  | 177                | 69                 | 92                 | 97                 | 78                 | 95                 | 113                | 110                | 96                 | 56                 | 35                 | 27                 | 18                 |

(1890-ben Franjevac, 1900-től 1991-ig Strižićevac néven.)

## Nevezetességei
Szent József tiszteletére szentelt római katolikus kápolnáját 1935-ben építették a helyi olaszok. 2005-ben megújították.

## Gazdaság
A település lakói főként mezőgazdaságból élnek.